# Myrmecolaelia tibibrosa
Myrmecolaelia tibibrosa là một loài thực vật có hoa trong họ Lan. Loài này được (F. Hanb. ex Rolfe) F. Hanb. ex Rolfe mô tả khoa học đầu tiên năm 1920.